# Нові Трояни (пункт пропуску)
45°56′30″ пн. ш. 28°51′16″ сх. д. / 45.94167° пн. ш. 28.85444° сх. д.
Нові́ Троя́ни — пункт пропуску через державний кордон України на кордоні з Молдовою.
Розташований в Одеській області, Болградський район, неподалік від однойменного села на автошляху Т 1632. Із молдавського боку розташований пункт пропуску «Чадир-Лунга» неподалік від однойменного міста, Гагаузія.
Вид пункту пропуску — автомобільний. Статус пункту пропуску — міжнародний.
Характер перевезень — пасажирський, вантажний.
Окрім радіологічного, митного та прикордонного контролю, пункт пропуску «Нові Трояни» може здійснювати фітосанітарний та ветеринарний контроль.
Пункт пропуску «Нові Трояни» входить до складу митного посту «Ізмаїл» Південної митниці. Код пункту контролю — 50007 10 00 (11).